# Hoff-Krabbe

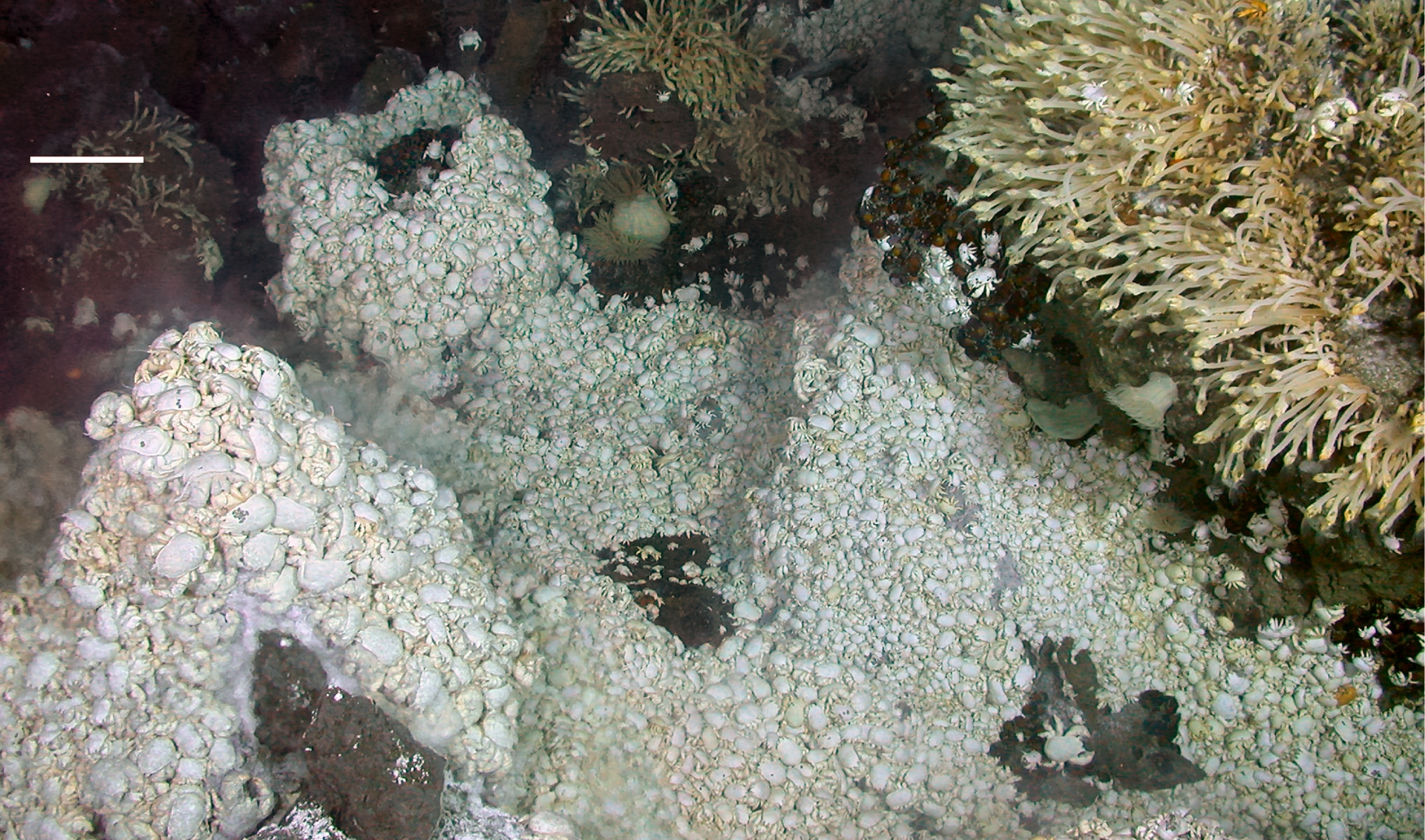
Hoff-Krabben-Kolonie
(Foto: A. D. Rogers)

Die Hoff-Krabbe (Kiwa tyleri) ist ein 2010 entdeckter und 2015 beschriebener Mittelkrebs aus der Familie der Kiwaidae.
Die 2010 im südlichen Atlantik nahe der Antarktis in über 2000 Metern Tiefe entdeckte Art besiedelt heiße Quellen, die aus kleinen Schloten mit Hochdruck mineralhaltiges Wasser in die eisige Tiefsee abgeben. Die Hoff-Krabbe besiedelt somit einen sehr ähnlichen Lebensraum wie die verwandte Yeti-Krabbe im Pazifik.
Bis zu 600 Hoff-Krabben konnten auf einem Quadratmeter gezählt werden. Die Quellen sind hydrothermalen Ursprungs, die Schlote sind häufig spitzkeglig geformt. Das ausströmende schwefelsaure Wasser kann Temperaturen von 380 Grad Celsius erreichen. Die Krabben siedeln sich in quellnahen Bereichen an, wo die Wassertemperatur zwischen 4 und 30 Grad Celsius variiert.

## Merkmale
Die Brustpanzer dieser Krabben sind stark behaart, weswegen die englischen Entdecker diese Krebsart scherzhaft nach dem Schauspieler David Hasselhoff benannten, in Anspielung auf dessen Markenzeichen, die starke Brustbehaarung. Der wissenschaftliche Artname ehrt allerdings den Tiefseeforscher Paul A. Tyler, der am National Oceanography Centre Southampton an der University of Southampton unterrichtet und dessen Team die Art entdeckte.
Männliche Krabben sind etwas größer als weibliche, die größten Männchen können bis zu 15 cm groß werden.

## Lebensweise
Da diese Krebsart bislang nur in der Tiefsee nachgewiesen werden konnte, ist deren Erforschung erschwert und kann nur mit Tiefsee-U-Booten erkundet werden. Die meisten Beobachtungen sind daher von Kameras gemacht worden, die einschließlich starker Scheinwerfer in Roboter-U-Booten installiert waren und vom Mutterschiff aus ferngesteuert werden konnten. Einige Krabben wurden von den Roboter-U-Booten gefangen und für Untersuchungen zur Meeresoberfläche gebracht. Dem derzeitigen Forschungsstand zufolge ernähren sich die Krebse von hitzeresistenten und autotrophen Bakterienkulturen, denen die Oberfläche der Haare auf der Bauchseite der Krabben als Substrat dient. Diese Bakterien dienen den Hoff-Krabben als Energielieferanten, die umso besser gedeihen, je näher sie sich an den heißen Quellen befinden.
Wegen dieses Zusammenhanges besetzen die größeren Krabben den oberen Teil der Schlote. Je größer die Entfernung zur Wärmequelle ist, desto kleinwüchsiger werden die Krabben. Begattete Weibchen verlassen die Schlote und begeben sich in den kalten Bereich der Tiefsee. Es wird angenommen, dass das ausströmende schwefelhaltige Wasser der Hydrothermalquellen für den Nachwuchs giftig sein könnte.
Außerhalb der Warmquelle erreichen Weibchen eine maximale Größe von 6 cm. Die Weibchen tragen die Larven ihrer Brut versteckt unter ihrem eingerollten Schwanz. Außerhalb der Heißwasserregion sind diese Weibchen häufiger den Fressattacken anderer Tiefseebewohner ausgesetzt als ihre Artgenossen in Schlotnähe.
Die Aktivität der Schlote beschränkt sich auf nur einige Jahrzehnte. Nach einem Wachstumsprozess werden sie durch die stetige Mineralanreicherung irgendwann verschlossen. Wie es der Art gelingt, beim Versiegen einer Heißquelle einen neuen, für das Überleben notwendigen Schlot ausfindig zu machen und zu besiedeln, ist noch ungeklärt. Biologen vermuten, dass die Art vor 10 bis 40 Millionen Jahren im Pazifik entstanden und im Larvenstadium mit Meeresströmungen in den Atlantik getrieben worden ist. Die Art wird wegen ihrer disjunkten Verbreitung auf kleinen, spezialisierten Arealen als vom Aussterben bedroht eingestuft.

## Verbreitung

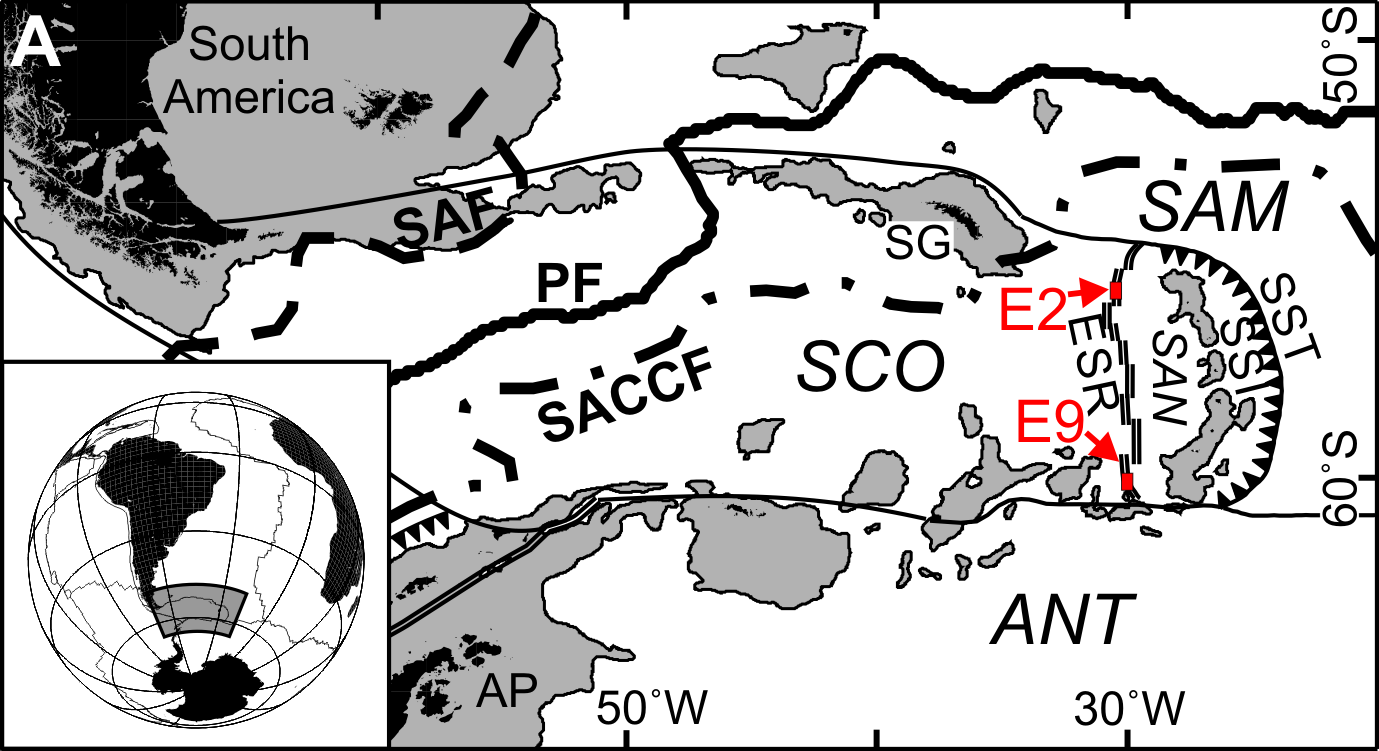
Position der vulkanischen Aktivitätsstellen E2 und E9 in der Scotiasee. Zu sehen ist die Grenze zur Sandwichplatte.

Die Art, der einzige Vertreter der Gattung außerhalb des Pazifischen Ozeans wurde bislang an zwei Stellen der Scotiasee in der Nähe der Unterwasservulkankrater E2 und E9 gefunden. Die Fundstelle nahe E2 liegt in 2608 Metern Tiefe, die Fundstelle nahe E9 liegt in 2394 Metern Tiefe.